# Mince and tatties
 (juillet 2013).
Si vous disposez d'ouvrages ou d'articles de référence ou si vous connaissez des sites web de qualité traitant du thème abordé ici, merci de compléter l'article en donnant les références utiles à sa vérifiabilité et en les liant à la section « Notes et références ».

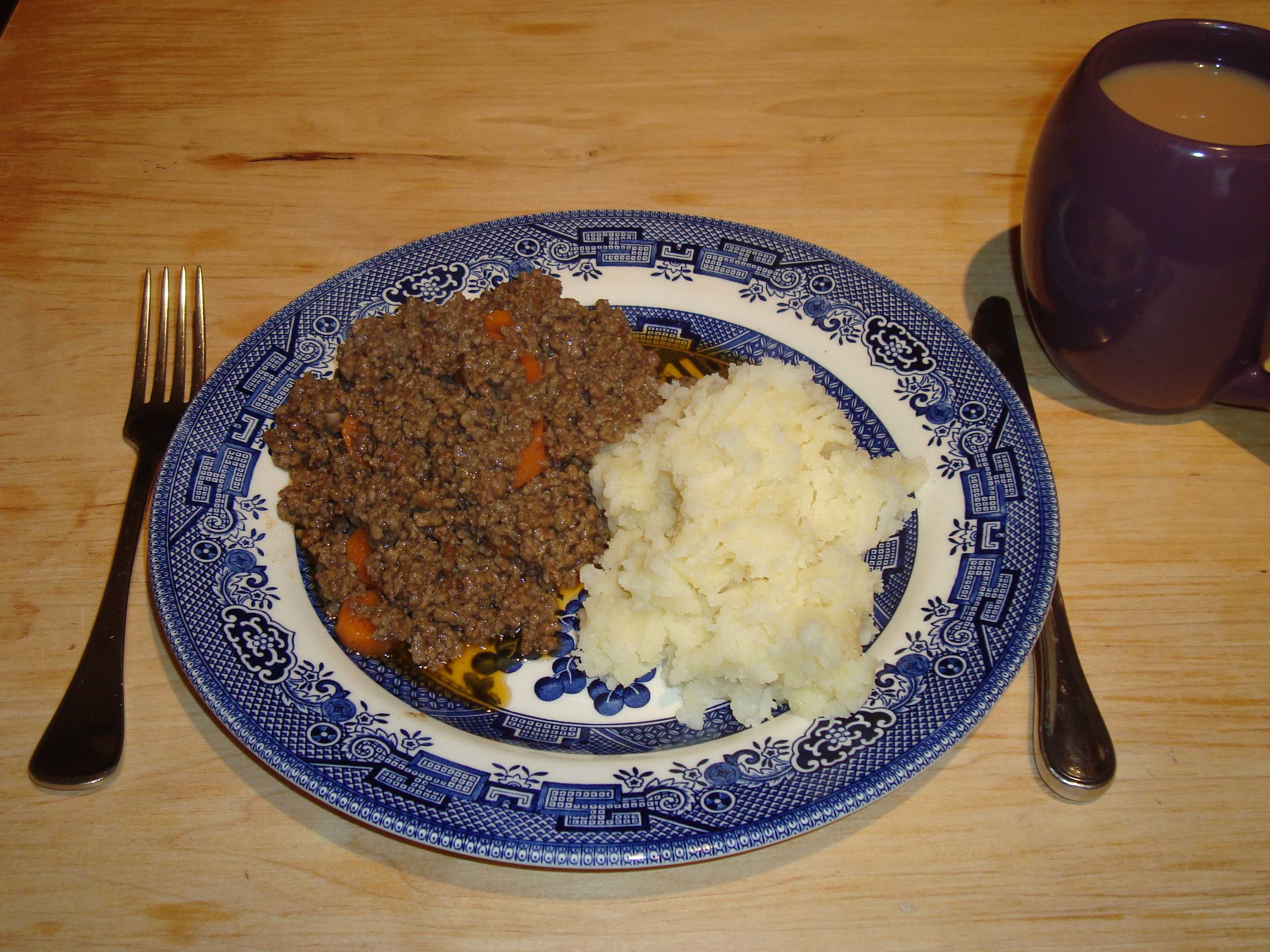
Mince and tatties.

Mince and tatties est un plat écossais composé de viande de bœuf hachée et de purée de pommes de terre.
Il n’y a pas de véritable recette pour ce plat, mais en général, le mince and tatties est à base d’oignons, de viande hachée, de carottes ou d’autres racines, d’assaisonnement et de farce (bœuf, poulet ou agneau). Certains cuisiniers ajoutent parfois un épaississant comme de la farine de maïs.